# Anoplodactylus typhlops
Anoplodactylus typhlops är en havsspindelart som beskrevs av Sars, G.O. 1888. Anoplodactylus typhlops ingår i släktet Anoplodactylus och familjen Phoxichilidiidae. Inga underarter finns listade i Catalogue of Life.